# École secondaire De Rochebelle
L'école secondaire De Rochebelle est un établissement éducatif de la commission scolaire des Découvreurs. C'est une école québécoise publique, qui offre aussi le Programme d'éducation internationale (PEI), la francisation, et plusieurs autres programmes, en plus d'un programme d'adaptation scolaire, pour les jeunes ayant une déficience intellectuelle. Elle est située au 1095, avenue de Rochebelle, Québec.
La construction de l'école a débuté en 1957 et elle portait alors le nom d'École supérieure de Sainte-Foy. L'école compte six pavillons :
- Le pavillon Félix-Leclerc où sont les élèves de secondaire 1 et 2 au programme du PEI. et des élèves en adaptation scolaire
- Le pavillon Gilles-Vigneault où sont les élèves de secondaire 1 et 2 au programme "Monde et passions"
- Le pavillon Jacques-Rousseau où sont tous les élèves de secondaire 3
- Le pavillon Marie-Victorin où sont les élèves de secondaire 4 et 5, des élèves en adaptation scolaire et la bibliothèque
- Le pavillon Claire-Bonenfant qui comprend le département d'éducation physique, la cafétéria et la salle Simonne-Monet-Chartrand
- Le complexe sportif de l'école De Rochebelle qui comprend une palestre de gymnastique, un gymnase double pour le basketball et une salle de musculation

De plus, les élèves ont accès à la piscine municipale Sylvie-Bernier lors des cours de natation grâce à un passage reliant l'école à la piscine. 
Elle compte, en 2019, 1790 élèves et 220 membres du personnel.